# New York City Department of Information Technology and Telecommunications
Le New York City Department of Information Technology and Telecommunications (DoITT) est le département du gouvernement de New York pour le développement des technologies de l'information et des télécommunications. Le département a son siège au 255 Greenwich Street et est dirigé par Anne Roest. DoITT est aussi à l'origine du NYC Media Group et la chaîne NYCTV, établit en 2003.